# クロミプラミン

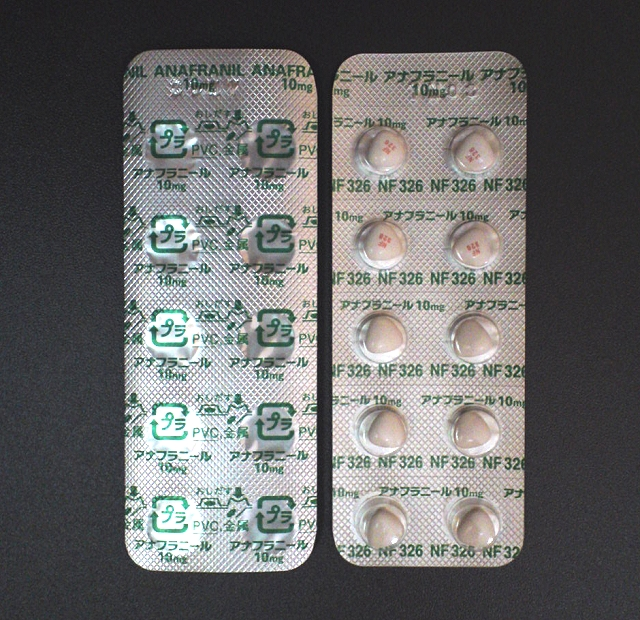
アナフラニール 10mg

クロミプラミン（clomipramine）は、抗うつ薬として用いられる有機化合物の一種。酢酸に極めて溶けやすく、酢酸エチル、ジエチルエーテルに溶けにくい。塩酸塩は白色または微黄色結晶。融点192–196℃。1960年代にスイスのガイギー社（現・ノバルティス）によって開発された。三環系抗うつ薬の一種で、アルフレッサ ファーマから塩酸塩がアナフラニールという商品名で発売されている。
脳内のセロトニンおよびノルアドレナリンの神経終末への取り込みを阻害する。
日本における適応は、うつ病・うつ状態、遺尿症、ナルコレプシーに伴う情動脱力発作である。
獣医学領域ではイヌの分離不安症の治療薬として使用される。

## 主な副作用
- 喉の渇き（三環系共通：頻度高）
- 眠気（抗うつ薬共通：頻度低）
- 立ちくらみ、めまい、ふらつき（抗うつ薬共通：頻度低）
- 食欲減退

## 禁忌
- 緑内障のある患者
- 心筋梗塞の回復初期の者
- 尿閉（前立腺疾患等）のある者
- チオリダジンを投与中の患者

## 種類
|                | CAS登録番号 | 分子式          | モル質量 g mol−1 | 日化辞番号 | PubChem |
| -------------- | ----------- | --------------- | ---------------- | ---------- | ------- |
| クロミプラミン | 303-49-1    | C19H23ClN2      | 314.86           | J8.630D    | 2801    |
| 塩酸塩         | 17321-77-6  | HCl・C19H23ClN2 | 351.32           | J290.331H  | 68539   |